# Vectơ Laplace-Runge-Lenz
Trong cơ học cổ điển,  Laplace–Runge–Lenz (hay còn được gọi là vectơ LRL, vectơ Runge-Lenz hay bất biến Runge-Lenz) là vectơ thường được dùng để miêu tả hình dạng và định hướng của quỹ đạo của một thiên thể trong chuyển động quay quanh thiên thể khác, ví dụ như của một hành tinh quay quanh một ngôi sao.
Đối với trường hấp dẫn:
{\displaystyle {\textbf {A}}={\frac {1}{GMm}}({\textbf {v}}\times {\textbf {L}})-{\hat {\textbf {r}}}}
{\displaystyle {\textit {A}}={\textit {e}}={\sqrt {1+{\frac {2L^{2}}{m(GMm)^{2}}}E}}}
Với hai vật thể tương tác bằng lực hấp dẫn, vectơ LRL là một bất biến của chuyển động, luôn có cùng một giá trị ở mọi vị trí trên quỹ đạo; nói cách khác, vectơ LRL được bảo toàn. 

### Chứng minh sự bất biến của vector L-R-L
Xét trong hệ tọa độ trụ r,φ,z với 2 vật đang quay trên mặt phẳng r,φ.Vật tốc của vật là:
{\displaystyle {\begin{aligned}{\textbf {v}}={\frac {d{\textbf {r}}}{dt}}={\frac {d(r{\hat {\textbf {r}}})}{dt}}&={\frac {dr}{dt}}{\hat {\textbf {r}}}+{\frac {d{\hat {\textbf {r}}}}{dt}}r\\&=r'{\hat {\textbf {r}}}+{\frac {d\varphi \cdot r\cdot {\hat {\boldsymbol {\varphi }}}}{dt}}\\&=r'{\hat {\boldsymbol {r}}}+r\varphi '{\hat {\boldsymbol {\varphi }}}\end{aligned}}}
Mô men động lượng của vật:
{\displaystyle {\begin{aligned}{\boldsymbol {L}}&={\boldsymbol {r}}\times {\boldsymbol {p}}=({\boldsymbol {r}}\times {\boldsymbol {v}})m\\&=mr[{\hat {\boldsymbol {r}}}\times (r'{\hat {\boldsymbol {r}}}+r\varphi '{\hat {\boldsymbol {\varphi }}})]\\&=mr^{2}\varphi '({\hat {\boldsymbol {r}}}\times {\hat {\boldsymbol {\varphi }}})=mr^{2}\varphi {\hat {\boldsymbol {z}}}\\\end{aligned}}}
Đối với chuyển động trong trường hấp dẫn thì mô men động lượng bảo toàn. Từ định luật 2 Newton ta có:
{\displaystyle {\begin{aligned}&m{\frac {d{\boldsymbol {v}}}{dt}}={\frac {-GMm}{r^{2}}}{\hat {\boldsymbol {r}}}\\&\Rightarrow m{\frac {d({\boldsymbol {v}}\times {\boldsymbol {L}})}{dt}}=m{\frac {d({\boldsymbol {v}})}{dt}}\times {\boldsymbol {L}}={\frac {-GMm}{r^{2}}}{\hat {\boldsymbol {r}}}\times mr^{2}\varphi '{\hat {\boldsymbol {z}}}\\&=-GMm^{2}r^{2}\varphi '({\hat {\boldsymbol {r}}}\times {\hat {\boldsymbol {z}}})=GMm^{2}r^{2}\varphi '{\hat {\boldsymbol {\varphi }}}\\&\Rightarrow {\frac {1}{GMm}}{\frac {d({\boldsymbol {v}}\times {\boldsymbol {L}})}{dt}}={\frac {d\varphi }{dt}}{\hat {\boldsymbol {\varphi }}}={\frac {d{\hat {\boldsymbol {r}}}}{dt}}\\&\Rightarrow {\frac {d}{dt}}\left({\frac {1}{GMm}}({\boldsymbol {v}}\times {\boldsymbol {L}})-{\hat {\boldsymbol {r}}}\right)=0\\\end{aligned}}}
Vậy ta thấy vector {\displaystyle A} được nêu bên trên bảo toàn theo thời gian.
Tổng quát hơn, vectơ LRL được bảo toàn trong mọi bài toán hai vật thể tương tác bởi lực xuyên tâm biến đổi theo nghịch đảo của bình phương khoảng cách giữa chúng; còn gọi là các bài toán Kepler.Theo nghĩa trên, tương tác trong nguyên tử hiđrô là một bài toán Kepler, vì nguyên tử này chứa hai hạt tích điện tương tác theo lực Coulomb của tĩnh điện, là một loại lực xuyên tâm theo định luật bình phương nghịch đảo. Véctơ LRL đã đóng vai trò quan trọng trong các tiên đoán đầu tiên về phổ phát xạ nguyên tử của nguyên tử hiđrô bởi cơ học lượng tử, trước khi phương trình Schrödinger ra đời.  Tuy nhiên, phương pháp này ít được sử dụng ngày nay.
Trong cơ học cổ điển và cơ học lượng tử, mỗi đại lượng bảo toàn thường tương ứng với một đối xứng trong hệ thống cơ học.  Sự bảo toàn của vectơ LRL tương ứng với một đối xứng hiếm gặp; bài toán Kepler, về mặt toán học, là tương đương với bài toán một hạt chuyển động tự do trên mặt cầu bốn chiều, do đó toàn bộ bài toán là đối xứng với một số phép quay trong không gian bốn chiều.  Đối xứng bậc cao này là hệ quả của hai tính chất của bài toán Kepler: vectơ vận tốc luôn chuyển động trong đường tròn hoàn hảo và tất cả các vòng tròn vận tốc ứng với một năng lượng cố định giao nhau tại đúng hai điểm.
Véctơ Laplace–Runge–Lenz được đặt tên theo Pierre-Simon de Laplace, Carl Runge và Wilhelm Lenz. Nó cũng được gọi tên là vectơ Laplace, vectơ Runge–Lenz và vectơ Lenz. Tuy vậy, những nhà khoa học này không phải là những người đầu tiên khám phá ra vectơ này.  Véctơ LRL đã được "tái" phát hiện ra nhiều lần và tương đương với vectơ độ lệch tâm không thứ nguyên trong cơ học thiên thể.  Đã có nhiều công trình nghiên cứu để tổng quát hóa vectơ LRL, tích hợp thêm các hiệu ứng của thuyết tương đối hẹp, điện từ trường và cả những loại lực xuyên tâm khác.